# Universitatea Titu Maiorescu

## Istoric
Înființată în urmă cu 33 de ani de către un grup format, în principal, din cadre didactice, Universitatea Titu Maiorescu din București (prescurtată UTM) este o instituție de învățământ privat și parte a Sistemului Național de Învățământ Superior, care s-a impus ca una dintre cele mai prestigioase instituții de învățământ superior din România. De atunci, UTM a format generații întregi de studenți, oferindu-le pregătire profesională în domeniile: drept, psihologie, informatică, științe economice, medicină, stomatologie, farmacie, științe sociale, politică și științe umaniste. 
Membrii fondatori au fost Avram Filipaș, Gheorghe Niculescu, Vasile V. Cândea, Mioara Slavu, Maria Magdalena Săvescu, Corneliu Zaharia, Stelorian Stănescu, Mihai Șerban Voiculescu, Mihai Stănescu, Virgil Ciubotau, Andrei Gherghi, Lidia Storosciuc, Livia Văsui, Dan Dumitrescu, Ioan Rădulescu, Petre Wilhem Lucan, Andrei Voinea, Aurel Dincu, Ioan Tonei Ciobanu, Gabriela Burducea și Ecaterina Ciocan. În același an a fost hotărâtă în unanimitate alegerea în calitate de rector a Prof. Univ. Dr. Avram Filipas, care a rămas în această funcție până la decesul său în 2006. 
Ziua UTM este 23 aprilie, data legii de înființare și acreditare a UTM, prin Legea nr.239/2002, publicată în Monitorul Oficial al României, Partea I, nr.291, din 30 aprilie 2002, Universitatea a devenit persoană juridică de drept privat și de utilitate publică, parte a Sistemului Național de Învățământ.
Universitatea Titu Maiorescu deține cel mai înalt calificativ care poate fi acordat unei universități din România - grad de încredere ridicat - de către Agenția Română de Asigurare a Calității în Învățământul Superior.
Universitatea Titu Maiorescu este membru în Asociația Europeană a Universităților (EUA), cea mai importantă organizație a instituțiilor de învățământ superior din Europa, membru în Asociația Internațională a Universităților (IAU), membru în Asociația Europeană a Coordonatorilor Erasmus (EAEC), membru al Agenției Universitare a Francofoniei (AUF).

## Facultăți UTM
Universitatea are în componență următoarele facultăți în București:
- Facultatea de Drept (licență și master)
- Facultatea de Psihologie (licență și master)
- Facultatea de Informatică (licență și master)
- Facultatea de Științe Economice (licență și master)
- Facultatea de Medicină (licență și doctorat)
- Facultatea de Medicină Dentară (licență, master, doctorat)
- Facultatea de Farmacie (licență)
- Facultatea de Științele Educației, Comunicare și Relații Internaționale (FSECRI) (licență și master)

Și următoarele facultăți în Tg.Jiu:
- Facultatea de Drept și Stiințe Economice (licență și master)
- Facultatea de Asistență Medicală (licență)

Universitatea Titu Maiorescu este una dintre puținele instituții de învățământ superior privat din România organizatoare de studii universitare de doctorat. În cadrul IOSUD UTM își desfășoară activitatea trei școli doctorale: Drept, Medicină și Medicină Dentară. Directorul Consiliul pentru Studiile Universitare de Doctorat în prezent este Prof. Univ. Dr. Nicolae VOICULESCU.

## Facilități
Universitatea Titu Maiorescu oferă studenților maiorescieni un pachet de beneficii:
- Servicii de sănătate și card de sănătate gratuite
- Ghidul studentului maiorescian
- Campus universitar digital
- Biblioteca "Avram Filipaș" cu un fond de peste 30.000 volume și librăria UTM
- Sală de sport
- Wi-Fi în toate spațiile UTM
- UTM student hub
- Restaurant/Cantina
- Consiliere gratuită în cadrul Centrului de Consiliere și Orientare în Carieră (CCOC)
- Mobilități Erasmus+

De asemenea, Universitatea Titu Maiorescu are în oferta sa educațională programe de studiu în limba engleză pentru studenții internaționali: Medicină și Medicină Dentară.